# Fallingwater
Fallingwater ili Kuća na slapovima, izvorno Kuća Kaufmann, je kuća koju je projektirao američki arhitekt Frank Lloyd Wright 1935. godine u ruralnom dijelu Pennsylvanije (Mill Run, Fayette County), 69 km jugozapadno od Pittsburgha. Moderan dom, izgrađen dijelom iznad slapa rječice Bear Run, je odmah po nastanku proglašen za Wrightovo najljepše djelo. Već 1966. godine je proglašen za nacionalni spomenik povijesti, a Američki institut arhitekata (American Institute of Architects, AIA) ga je 1991. godine imenovao za „najbolje djelo američke arhitekture svih vremena”.
Fallingwater je jedna od osam Wrightovih građevina koje je 2019. UNESCO upisao na popis mjesta svjetske baštine u Americi pod nazivom Arhitektura 20. st. Franka Lloyda Wrighta.

## Povijest
Obitelj bogatih trgovaca odjećom, obitelj Kaufmann, je posjedovala komad šume s nekoliko koliba kod malog slapa na rijeci Bear Run. Kada su kolibe počele propadati, Edgar J. Kaufmann je zatražio od F. L. Wrighta da mu sagradi ljetnikovac s pogledom na slapove. Nakon što je posjetio lokalitet, Wright mu je savjetovao da buduća kuća bude izgrađena preko slapova. Prema riječima samog arhitekta Kaufmannu:
Građevina izgrađena od 1935. – 37. god. je iznenadila vlasnika, ali i cijelu arhitektonsku struku. Od tada, sve do 1963. godine, Fallingwater je služio kao vikendica obitelji Kaufmann. God. 1964. je pretvorena u muzej koji je do danas posjetilo više od 4 milijuna zaljubljenika u modernu arhitekturu.

## Arhitektura
Fallingwater je pokušaj integracije kuće i krajolika, unutarnjeg i vanjskog prostora. Smještena je na šumovitom obronku, a njezina čvrsta jezgra okomito je usađena u gornji dio tog obronka da bi držala ravnotežu vodoravnim terasama koje poput krakova izlaze iznad slapa. Iako su vodoravni oblici svojom bež bojom u kontrastu s okomitim oblicima od kamena i šumskog okoliša, oni kao da „izrastaju” iz obronka. Oba kata imaju staklene stijene zbog pogleda u prirodu, što je bilo vodiljom cijelog projekta. U prizemlju, izdignut na stupove nalazi se glavni dio dnevnog boravka s kuhinjom, blagovaonicom i terasama. Spavaonice na drugom katu otvaraju se prema terasama, dok galerija tvori manji gornji kat. Krovni prozori od stakla i betona natkrivaju jedan dio dnevnog boravka, dok viseće stubište vodi do vode.
Rezultat je djelo internacionalnog stila, do tada rezerviranog za velike javne građevine, smješteno u intimni okoliš divlje prirode. Kuća svojim okomicama i vodoravnim naglascima i razmještajem masa ponavlja kaskade slapova i savršeno se uklapa u krajolik. Tako je u skladu s organičkom arhitekturom, idejom da arhitektura treba uskladiti ljudski životni prostor s prirodom, Wright primijenio konstrukciju stubova s konzolama - vodoravnim istacima, između kojih se uvlače („skrivaju”) stambeni prostori, čime se vanjski prostori postupno „unose” u unutrašnji. Nadalje, Wright je za zidove i kamin koristio kamen pronađen na lokalitetu, a neke stijene je ukomponirao u zidove, dok druge strše iz podova. Stijene na podovima su premazane voskom, tako da izgledaju kao da strše iz rječice čiji se huk čuje posvuda iz kuće. Premda rječica okružuje kuću, ona se može vidjeti tek kad se izađe van, za što je Wright projektirao stube koje vode izravno od dnevnog boravka do vode.
Sustav konzolnih terasa/balkona, na kojima počiva fantastična vizura Fallingwatera nije bila napravljena za milijune posjetitelja i 2002. godine su poduzeti značajni radovi kako bi se popravile brojne pukotine u armiranom betonu. Kako je kuća izgrađena iznad tekuće vode, ona ima problem i s plijesni.

## Vanjske poveznice
- Službene stranice
- Virtualni obilazak  Arhivirana inačica izvorne stranice od 26. svibnja 2010. (Wayback Machine)
- 3D video (šp.)